# Challenger de Busan

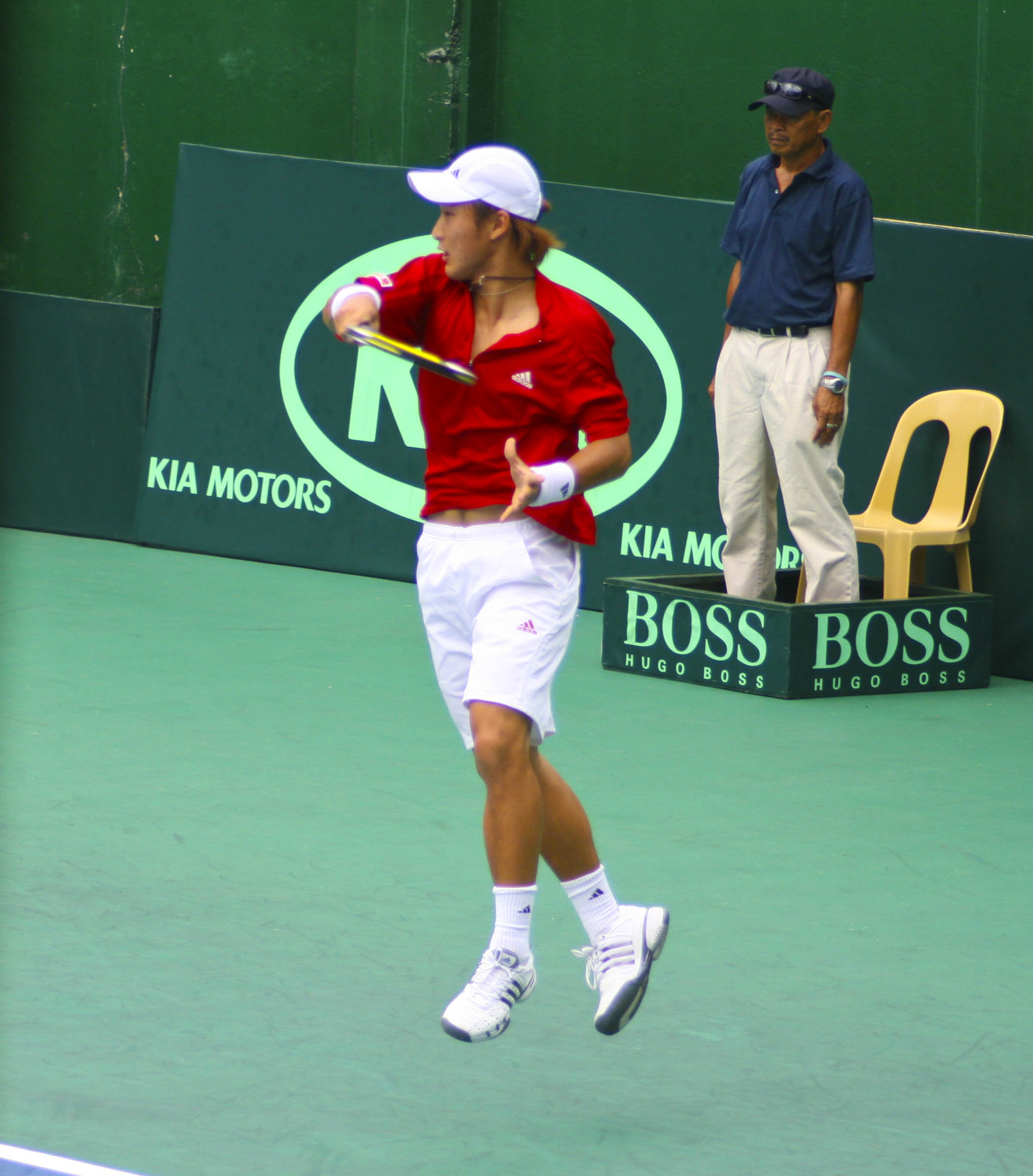
El japonés Go Soeda campeón en 2008 al derrotar en la final a Lu Yen-hsun

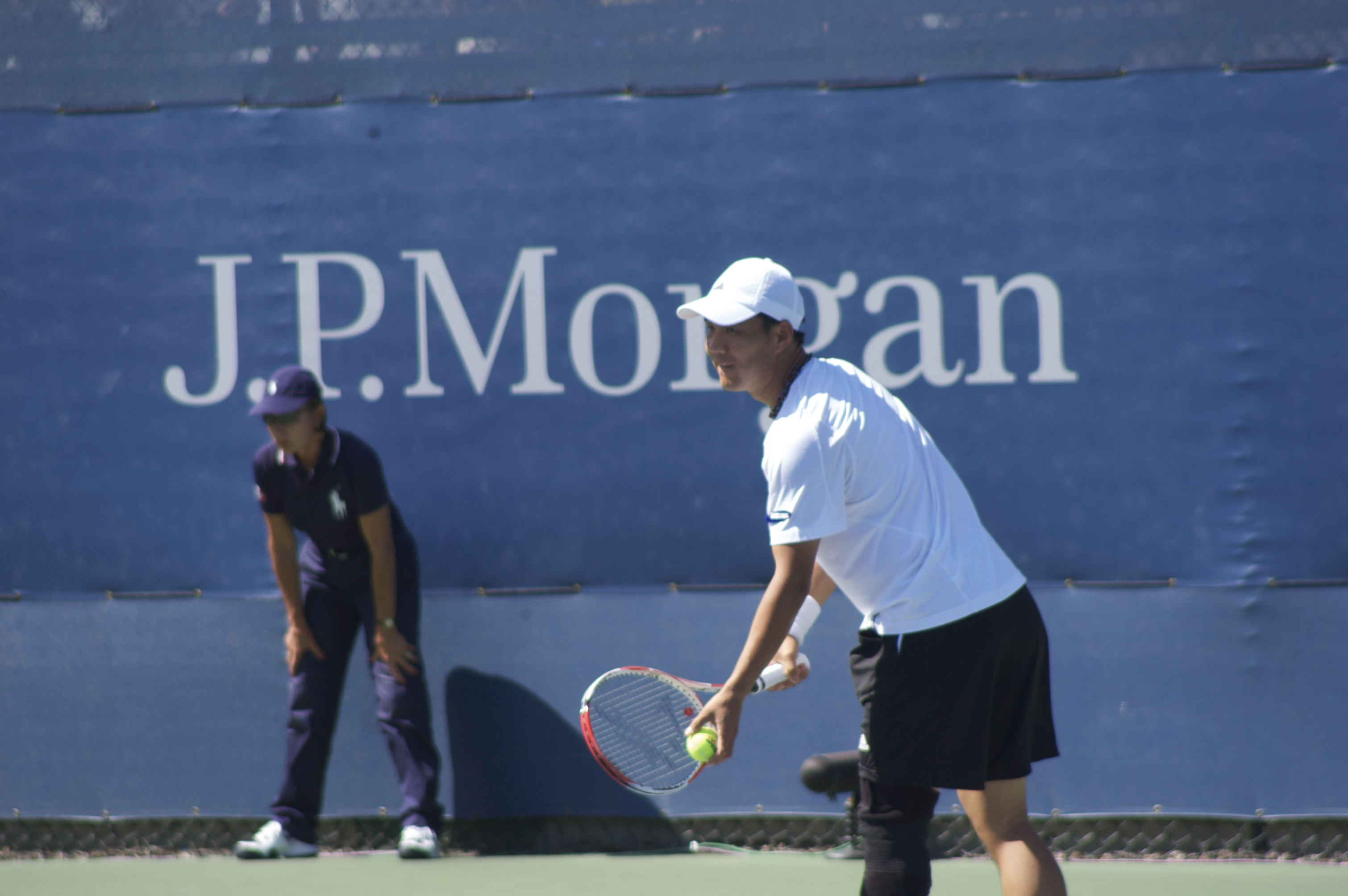
El tenista coreano Lee Hyung-taik ganador de la edición 2006 ganándole en la final a Danai Udomchoke

El Busan Open Challenger Tennis es un torneo profesional de tenis. Pertenece al ATP Challenger Tour. Se juega desde el año 2003 sobre pistas duras, en Busan, Corea del Sur.

## Palmarés

### Individuales
| Año       | Campeón             | Finalista           | Resultado       |
| --------- | ------------------- | ------------------- | --------------- |
| 2025      | Térence Atmane      | Adam Walton         | 6–3, 6–4        |
| 2024      | Yasutaka Uchiyama   | Hong Seong-chan     | 7–6(4), 6–3     |
| 2023      | Aleksandar Vukic    | Max Purcell         | 6–4, 1–0 ret.   |
| 2022      | Kamil Majchrzak     | Radu Albot          | 6–4, 3–6, 6–2   |
| 2020-2021 | No celebrado        | No celebrado        | No celebrado    |
| 2019      | Ričardas Berankis   | Andrew Harris       | 7–65, 6–2       |
| 2018      | Matthew Ebden       | Vasek Pospisil      | 7–64, 6–1       |
| 2017      | Vasek Pospisil      | Go Soeda            | 6–1, 6–2        |
| 2016      | Konstantin Kravchuk | Daniel Evans        | 6–4, 6–4        |
| 2015      | Chung Hyeon         | Lukáš Lacko         | 6–3, 6–1        |
| 2014      | Go Soeda            | Jimmy Wang          | 6-3, 7-65       |
| 2013      | Dudi Sela           | Alex Bogomolov, Jr. | 6-1, 6-4        |
| 2012      | Tatsuma Ito         | John Millman        | 6-4, 6-3        |
| 2011      | Dudi Sela           | Tatsuma Ito         | 6-2, 6-75, 6-3  |
| 2010      | Lim Yong-kyu        | Lu Yen-hsun         | 6-1, 6-4        |
| 2009      | Danai Udomchoke     | Blaž Kavčič         | 6-2, 6-2        |
| 2008      | Go Soeda            | Lu Yen-hsun         | 6-0, 0-0 retiro |
| 2007      | Wang Yeu-tzuoo      | Jan Vacek           | 6–3, 6–2        |
| 2006      | Lee Hyung-taik      | Danai Udomchoke     | 6-3, 6-2        |
| 2005      | Danai Udomchoke     | Paul Goldstein      | 7-6(6), 6-1     |
| 2004      | Alexander Peya      | Lu Yen-hsun         | 6-3, 5-7, 6-3   |
| 2003      | Kim Young-joon      | Tasuku Iwami        | 6-4, 4-1 retiro |

### Dobles
| Año       | Campeones                             | Finalistas                            | Resultado           |
| --------- | ------------------------------------- | ------------------------------------- | ------------------- |
| 2025      | Rio Noguchi Yuta Shimizu              | Ray Ho Matthew Romios                 | 7–67, 6–4           |
| 2024      | Ray Ho Ji-sung Nam                    | Yun-seong Chung Yu-hsiou Hsu          | 6–2, 6–4            |
| 2023      | Evan King Reese Stalder               | Max Purcell Rubin Statham             | Walkover            |
| 2022      | Marc Polmans Max Purcell              | Nam Ji-sung Song Min-kyu              | 6–75, 6–2, [12–10]  |
| 2020-2021 | No celebrado                          | No celebrado                          | No celebrado        |
| 2019      | Hsieh Cheng-peng Christopher Rungkat  | Toshihide Matsui Vishnu Vardhan       | 7–67, 6–1           |
| 2018      | Hsieh Cheng-peng Christopher Rungkat  | Ruan Roelofse John-Patrick Smith      | 6–4, 6–3            |
| 2017      | Hsieh Cheng-peng Peng Hsien-yin       | Sanchai Ratiwatana Sonchat Ratiwatana | 7–5, 4–6, [10–8]    |
| 2016      | Sam Groth Leander Paes                | Sanchai Ratiwatana Sonchat Ratiwatana | 4–6, 6–1, [10–7]    |
| 2015      | Sanchai Ratiwatana Sonchat Ratiwatana | Nam Ji-sung Song Min-kyu              | 7–62, 3–6, [10–7]   |
| 2014      | Sanchai Ratiwatana Sonchat Ratiwatana | Jamie Delgado John-Patrick Smith      | 6-4, 6-4            |
| 2013      | Hsien-yin Peng Tsung-hua Yang         | Suk-young Jeong Yong-kyu Lim          | 6-4, 6-3            |
| 2012      | Yuki Bhambri Divij Sharan             | Cheng-peng Hsieh Hsin-han Lee         | 1-6, 6-1, 10-5      |
| 2011      | Kyu-tae Im Danai Udomchoke            | Jamie Baker Vasek Pospisil            | 6-4, 6-4            |
| 2010      | Rameez Junaid Alexander Peya          | Pierre-Ludovic Duclos Tsung-hua Yang  | 6-4, 7-5            |
| 2009      | Sanchai Ratiwatana Sonchat Ratiwatana | Tasuku Iwami Toshihide Matsui         | 6-4, 6-2            |
| 2008      | Rik de Voest Łukasz Kubot             | Adam Feeney Rameez Junaid             | 6-3, 6-3            |
| 2007      | Sergei Bubka John Paul Fruttero       | Nathan Healey Jan Mertl               | 4-6, 7-6(5), [10-6] |
| 2006      | Scott Lipsky Todd Widom               | Robert Kendrick Cecil Mamiit          | 6-3, 6-7(2), [10-7] |
| 2005      | Paul Goldstein Rajeev Ram             | Justin Gimelstob Wesley Moodie        | walkover            |
| 2004      | Sanchai Ratiwatana Sonchat Ratiwatana | Satoshi Iwabuchi Tasuku Iwami         | 6-7(5), 7-6(1), 6-4 |
| 2003      | Toshihide Matsui Michihisa Onoda      | Baek Seung-bok Park Seung-kyu         | 6-1, 6-3            |